# Galien
Publij Licinij Egnacij Galien (latinsko Pvblivs Licinivs Egnativs Gallienvs je bil cesar Rimskega cesarstva, ki je v letih 253-260 vladal skupaj s svojim očetom Valerijanom, od leta 260 do 268 pa kot samostojen cesar, * okoli 218, † september 268.
Vladal je med krizo tretjega stoletja, v kateri je Rimsko cesarstvo skoraj propadlo. Dosegel je več vojaških zmag proti uzurpatorjem in germanskim plemenom, vendar ni mogel preprečiti odcepitve pomembnih provinc. Njegova petnajstletna vladavina je bila najdaljša v drugi polovici 3. stoletja.
Rojen je bil v premožni in tradicionalno senatorski družini kot sin cesarja Valerijana in Mariniane. Valerijan je postal cesar septembra 253 in dal v Rimskem senatu  Galiena povzdigniti v cezarja in avgusta. Valerijan je razdelil cesarstvo med njim in svojim sinom, pri čemer je Valerijan vladal na vzhodu, njegov sin pa na zahodu. Galien je leta 258 premagal uzurpatorja Ingenija in leta 259 uničil alemansko vojsko pri Mediolanu (sedanji Milano).
Poraz in ujetje Valerijana v bitki s Sasanidi pri Edesi leta 260  sta Rimsko cesarstvo vrgla v kaos državljanske vojne. Oblast v  celotnem cesarstvu je prevzel Galien.  V letih 261–262 je premagal vzhodnega uzurpatorja Makrijana Majorja in Lucija Musija Emilijana, vendar ni uspel ustaviti nastajanja odcepljenega Galskega cesarstva pod generalom Postumom. Leta 268 se je v Mediolanu razglasil za cesarja uzurpator Avreol. Galien ga je v bitki pred mestom porazil in nato začel oblegati mesto. Galiena je med obleganjem do smrti zabodel njegov častnik in zarotnik Kekropij.

## Življenje

### Vzpon na oblast
Natančen datum Galienovega rojstva ni znan. Ivan Malala, grški letopisec iz 6. stoletja,  in Epitome de Caesaribus poročata, da je bil ob smrti star okoli 50 let, kar pomeni, da je bil rojen okoli leta 218. Bil je sin cesarja Valerijana in Marinijane, ki je bila verjetno iz senatorske družine, morda hčerka Egnacija Viktorja Marinijana. Napisi na kovancih ga povezujejo s Faleriji v Etruriji, ki bi lahko bili njegov rojstni kraj. Veliko napisov je povezanih tudi z Egnaciji, družino njegove matere.
Približno deset let pred prihodom na oblast se je poročil s Kornelijo Salonino, s katero je imel tri prince: Valerijana II., ki je umrl leta 258, Salonina, ki ga je leta 260 umoril armadni general Postum, in Marinijana, ki je bil ubit leta 268 kmalu po očetovem umoru. Galienova nečakinja bi lahko bila Bazijila Rimska, usmrčena med Valentinijanovim vladanjem zaradi njene krščanske vere.
Ko je bil Valentinijan septembra 253 razglašen za rimskega cesarja, je zaprosil Rimski senat, naj Galiena poviša v cezarja in avgusta. Galien je bil izvoljen tudi za rednega konzula (consul ordinarius) za leto 254. Valerijan in Galien sta, podobno kot Mark Avrelij in  Lucij Ver stoletje prej, razdelila Rimsko cesarstvo.  Valerijan je vladal v vzhodni, Galien pa v zahodni polovici cesarstva. Valerijan je odšel na vzhod, da bi se soočil s Perzijci, Galien pa je odbijal napade germanskih plemen na renski in donavski meji cesarstva. Delitev cesarstva je bila nujna zaradi številnih groženj in pogajanj s sovražniki, ki sozahtevali neposredno komunikacijo s cesarjem.

### Zgodnje vladanje in Ingenijev upor
Gallienus je večino svojega časa preživel v provincah na Renu (Spodnja Germanija, Gornja Germanija, Retija in Norik). V letih 253 do 258 je skoraj zagotovo obiskal  tudi v Podonavje in Ilirik. Po Evtropiju in Avreliju Viktorju  je bil še posebej energičen in uspešen pri preprečevanju napadalcev na obe Germaniji in Galijo kljub šibkosti, ki jo je povzročil Valerijanov pohod proti Emilijanu v Italijo leta 253. Iz Galienovih kovancev je moč sklepati, da je velikokrat zmagal. V to obdobje je mogoče datirati tudi zmago v rimski Dakiji. Uspehe v tem obdobju mu pripisujejo tudi njemu sovražni pisci.
Leta 255 ali 257 je bil Galien ponovno izvoljen za konzula, kar kaže na to, da je v teh letih na kratko obiskal Rim, čeprav o tem ni nobenega zapisa. Med bivanjem ob  Donavi, Drinkwater domneva da leta 255 ali 256,  je razglasil svojega starejšega sina Valerijana II. za cezarja in s tem za uradnega dediča sebe in Valerijana I. Sin se je takrat verjetno pridružil Galienu, ko je Galien leta 257 odšel v Porenje pa je ostal ob Donavi kot poosebljenje cesarske oblasti.
V letih 258 do 260, natančen datum je nejasen, se je med Valerijanovimi pripravami na invazijo Šapurja I. na vzhodu Galien ukvarjal s problemi na zahodu. Ingenij, guverner najmanj ene panonske province in morda tudi Mezije, je izkoristil vojno na dveh frontah in se razglasil za cesarja. Valerijan II. je ob Donavi umrl, najverjetneje leta 258. Za njegovo smrt je bil morda odgovoren prav Ingenij.
Regalijanov in Postumov upor, ki sta sledila Ingenijevemu, je morda sprožil Valerijanov poraz v bitki pri Edesi in njegovo ujetništvo. Galien je na upore zelo hitro reagiral. Sina Salonina je kot cezarja pustil v Kölnu in se odpravil na Balkan. S seboj je vzel novoustanovljene konjeniške enote (comitatus) pod poveljstvom Avreola in pri Mursi ali Sirmiju  porazil Ingenija. Poraženca so po padcu njegove prestolnice Sirmija ubili njegovi telesni stražarji ali je naredil samomor.

### Invazija Alemanov in Frankov
Med letoma 258 in 260 se je zgodila velika invazija Alemanov in drugih germanskih plemen. Natančen datum dogodkov je težko določiti. Napad se je zgodil verjetno zaradi praznine, ki jo je povzročil umik vojakov, ki so podpirali Galiena v kampanji proti Ingeniju. Preko spodnjega  Rena so v Galijo vdrli Franki. Nekateri so prodrli vse do južne Španije in opustošili Tarraco (sedanja Tarragona). Alemani so vdrli verjetno skozi Agri Decumates (območje med gornjim Renom in gornjo Donavo), njim pa so verjetno sledili Jutungi. Po uničenju Gornje Germanije in Retije (del kužne Francije in Švice) so vdrli v Italijo. Bili so prvi, ki so tja vdrli za Hanibalom  petsto let prej. Napadalci so prodrli do obrobja Rima, kjer jih je ustavila improvizirana vojska, ki jo je sestavil senat. Sestavljena je bila verjetno iz pretorijanske garde, lokalnih čet in civilnega prebivalstva. Napadalce je med umikom iz Italije v bitki pri Mediloanu (sedanji Milano) prestregla in premagala Galienova vojska, ki je po obračunu s Franki prišla iz Galije ali z Balkana. Bitka pri Mediolanumu je bila odločilna in Alemani naslednjih deset let niso motili cesarstva. Jutungi so z bogatim plenom in ujetniki iz Italije uspeli prečkati Alpe.

### Regalijanov upor
Približno v istem času se je za cesarja razglasil Regalijan, poveljnik dela rimske vojske na Balkanu. Razlogi za njegov upor so nejasni, saj Historia Augusta, skoraj edini vir teh dogodkov, ne daje verodostojnih podatkov. Vzrok je mogoče pripisati nezadovoljstvu civilnih in vojaških provincialov, ki so menili, da je obramba pokrajine zanemarjena.
Regalijan se je obdržal na oblasti približno šest mesecev in koval denar s svojo podobo. Po nekaj uspehih proti Sarmatom se je njegov upor končal, ko so v Panonijo vdrli Roksolani, osvojili Sirmium in ga ubili. Obstaja domneva, da je napad Roksolanov] spodbudil Galien, drugi zgodovinarji pa obtožbe na njegov račun zavračajo.

### Valerijanovo ujetje in Makrijanov upor
Na vzhodu je imel Valerijan resne težave zaradi vdorov band Skitov, ki so za morja napadali provinco Pont na severu Male Azije. Po opustošenju Ponta so prodirali na jug v Kapadokijo. Rimska vojska iz Antiohije pod Valerijanovim poveljstvom jih je poskušala ustaviti, vendar ji to ni uspelo. Po Zosimu je v rimski vojski izbruhnila epidemija kuge in jo zelo oslabila.  Vojska v tako slabem stanju je morala odbiti tudi napad Šapurja I. na Mazopotamijo, verjetno zgodaj spomladi leta 260.
V bitki pri Edesi je bila rimska vojska poražena, cesar Valerijan pa ujet. Perzijska vojska je zatem napadla Kilikijo in Kapadokijo v sedanji Turčiji in, po perzijskih podatkih, opustošila 36 mest. Rimski častnik Kalist (Balista) in davčni uslužbenec Fulvij Makrijan sta uspela zbrati ostanke rimske vojske na vzhodu in Odenatove konjenike iz Palmire in ustaviti Šapurjevo invazijo. Perzijce so pregnali nazaj na vzhod, potem pa je Makrijan razglasil svoja sinova Kvijeta in Makrijana za cesarja. Kovanci, kovani v več mestih na vzhodu, kažejo, da so mesta priznala njihovo uzurpacijo oblasti. Makrijan je sina Kvijeta, Kalista in domnevno Odenata pustil na vzhodu, da bi se ukvarjali s Perzijci, sam pa se je z vojsko 30.000 mož odpravil v Evropo, kjer sprva ni naletel na odpor.
Makrijanu so se pridružile panonske legije, ki so Galienu zamerile njegovo odsotnost. Galien je proti uzurpatorju poslal svojega uspešnega poveljnika Avreola. Odločilna bitka se je zgodila spomladi ali v začetku poletja 261, najverjetneje v Iliriku, čeprav jo Zonara umešča v Panonijo. Uzurpatorjeva vojska je bila v bitki odločilno poražena, oba njena poveljnika pa ubita.
Po bitki se je začel Postumusov upor,  zato Galien ni imel časa, da bi obračunal  z uzurpatorjema Kalistom in Kvijetom. Z Odenatom, ki se je takrat vrnil s svojega zmagovitega pohoda proti Perzijcem, je podelil naslov dux Romanorum in se z njim dogovori, da napade uzuspatorja s sedežem v Edesi. Kvijeta  so prebivalci Edese ubili, Kalista pa je Odenat aretiral in okoli novembra 261 usmrtil.

### Postumov upor
Po rimskem porazu v bitki pri Edesi je Galien izgubil oblast v Britaniji, Hispaniji, delih Germanije in velikem delu Galije, kjer se je uprl rimski general Postum in razglasil svoje kraljestvo, zdaj znano kot Galsko cesarstvo. Upor je delno sovpadel z Makrijanovim uporom na vzhodu. Galien je po odhodu na vzhod leta 258 pustil v Kölnu svojega sina Salonina in njegovega skrbnika Silvana. General Postum, poveljnik rimskih enot ob Renu, je premagal nekaj napadalcev na Rimsko cesarstvo in zasegel njihov plen. Plena ni vrnil njegovim lastnikom, ampak ga je raje razdelil med svoje vojake. Ko je za to izvedel Silvan, je zahteval, da plen pošlje njemu. Postum se mu je poskušal ukloniti, toda njegovi vojaki so se uprli in ga razglasili za cesarja. Pod njegovim poveljstvom so oblegali Köln in dosegli, da so branilci po nekaj tednih odprli mestna vrata in mu izročili Salonina in Silvana. Oba so kasneje na njegov ukaz ubili.
Datiranje teh dogodkov je bilo dolgo časa negotovo. Napis, odkrit leta 1992 v Augsburgu, kaže, da je bil Postum razglašen za cesarja po septembru 260. Postum je zase in za enega od svojih sodelavcev, Honoracijana, zahteval konzulstvo, vendar po mnenju D.S. Potterja nikoli ni poskušal odstaviti  Galiena ali vdreti v Italijo.
Ko je Galien izvedel za umor svojega sina, je začel zbirati vojsko proti Postumu. Makrijanov pohod v Evropo ga je prisilil, da je proti njemu poslal Avreola z veliko vojsko,  sam pa je zato imel premalo vojakov za boj proti Postumu. Avreolova vojske je po nekaj začetnih porazih premagala Makrijana in se mu pridružila. Postum je pobegnil,  Avreol, ki je bil  zadolžen za njegovo zasledovanje, pa mu je namerno dovolil pobeg in zbiranje novih sil. Galien se je v Galijo odpravil leta 263 ali 265 in obkolil Postuma v neimenovanem galskem mestu. Med obleganjem je bil hudo ranjen s puščico in je moral zapustiti bojišče. Obleganje je trajalo do njegove smrti. Galsko cesarstvo je ostalo neodvisno do leta 274.

### Emilijanov upor
Leta 262 je aleksandrijska kovnica ponovno začela kovati Galienov denar, kar kaže, da je po zatrtju Makrijanovega upora Egipt ponovno prišel pod Galienovo oblast. Spomladi 262 so zaradi upora egiptovskega prefekta in Makrijanovega podpornika Lucija Musija Emilijana v mestu ponovno izbruhnili nemiri. Ozadje invazije, državljanske vojne, kuge in lakote, ki so zaznamovali to obdobje, so dobro opisani v korespondenci aleksandrijskega škofa Dionizija.
Galien se je zavedal, da si ne more privoščiti izgube nadzora nad vitalnimi egiptovskimi žitnicami, zato je tja poslal svojega generala Teodota, da bi odstranil upornega prefekta. Odločilen spopad med njima, v katerem je bil Emilijan poražen, se je zgodil verjetno v bližini Teb. Po teh dogodkih je bil Galien izvoljen za konzula še leta 262, 264 in 266.

### Invazije Herulov, Avreolov upor, zarota in smrt
V letih 267 do 269 so Goti in drugi barbari z velikem številu napadali Rimsko cesarstvo. Viri so glede datumov njihovih vdorov, števila napadalcev in njihovih ciljev zelo zmedeni. Sodobni zgodovinarji ne morejo z gotovostjo razbrati niti tega, ali je šlo za več invazij ali za eno samo podaljšano invazijo. Zdi se, da so prvo veliko pomorsko ekspedicijo vodili Heruli. Začela se je na severu Črnega morja in nadaljevala z opustošenjem številnih grških mest, vključno z Atenami in Sparto.  Za njimi je še številčnejša vojska napadalcev začela drugo pomorsko invazijo na cesarstvo. Rimljani so barbare najprej premagali na morju. Galienova vojska je nato zmagala še v bitki v Trakiji. Bitki je sledilo zasledovanje bežečih napadalcev. Nekaj zgodovinarjev  meni, da je vojski, ki je zmagala v veliki bitki pri Nišu, poveljeval Galien,  medtem ko večina meni, da je treba zmago pripisati njegovemu nasledniku Klavdiju II.
Leta 268, malo pred bitko pri Nišu ali malo po njej, je Galienovo oblast ogrozil Avreol, poveljnik konjenice, stacionirane v Mediolanu (sedanji Milano). ki naj bi  pazil na Postuma. Avreol je namesto tega do zadnjih dni Postumovega upora deloval kot njegov predstavnik, potem pa zase zahteval rimski prestol. Odločilna bitka je potekala pri sedanjem Pontirolo Nuovo pri Milanu. Avreol je bitko izgubil in bil prisiljen na umik v Milano. Galien je začel oblegati mesto in bil med obleganjem umorjen. Njegov umor je v primarnih virih opisan različno. Večina virov trdi, da je njegovo smrt želela večina njegovih uradnikov. Historia Augusta, ki velja za nezanesljiv vir, zbran dolgo po opisanih dogodkih, pravi, da sta zarotnike vodila poveljnik garde Avrelij Heraklijan in Lucij Avrelij Marcijan. Marcijanovo odelovanje v drugih primarnih virih ni potrjeno.
Po zapisu v Historia Augusta je poveljnik Dalmatincev Kekropij razširil novico, da so Avreolove sile  zapustile mesto, zato je Galien zapustil svoj šotor brez svoje telesne straže, potem pa ga je Kekropij ubil. Po eni od različic so Klavdija za cesarja izbrali zarotniki, po drugi pa, da ga je izbral Galien na smrtni postelji. Historia Augusta je želela Klavdija prikazati kot potomca Konstantinove dinastije, kar bi lahko pojasnilo, zakaj Klavdija ni vključila v Galienov umor. Drugi viri (Zosim i.40 in Zonara xii.25) poročajo, da so zaroto organizirali Heraklijan, Klavdij in Avrelijan.
Po zapisih Avrelija Viktorja in Zonare je Rimski senat, potem ko je izvedel za Heraklijevo smrt, ukazal usmrtitev članov njegove družine, vključno v bratom Valerijanom in sinom Marinijanom, in njegovih pristašev. Takoj  po  njihovi usmrtitvi je v senat prišlo Klavdijevo sporočilo, naj jih ne usmrtijo in naj njegovega predhodnika pobožijo.
Za Galienovo grobnico se domneva, da je stala južno od Rima na IX. milji Viae Appiae.

## Zapuščina
Zgodovinarji Galienu niso bili naklonjeni, deloma zaradi odcepitve Galije in Palmire ter njegove nezmožnosti, da bi jih znova osvojil. V času Galienove smrti je bila Palmira uradno še vedno zvesta Rimu, vendar je bila pod Odenatovim vodstvom v skoraj vseh drugih pogledih neodvisna. Po Odenatovi smrti in prevzemu oblasti  njegove vdove Zenobije se je uradno odcepila. K Rimskemu  cesarstvu se je ponovno priključila  šele med vladanjem cesarja Avrelijana mnogo let kasneje, ko so se priključile  tudi druge odcepljene province. Nekateri zgodovinarji zdaj na Galiena gledajo v bolj pozitivni luči, ker je izvedel nekaj koristnih reform.
V 80. letih 20. stoletja so v Lavi na Korziki odkrili zaklad s približno 40 redkimi Galienovimi zlatniki.
- Antoninijan, izdan v čast LEG II ITAL VII P VII F, "II. legije Italicae, sedem krat zveste in lojalne"
- Antoninijan, izdan v čast LEG III ITAL VI P VI F, "III. legije Italicae, šest krat zveste in lojalne"
- Antoninijan, izdan v čast LEG VII MAC VI P VI F, "VII. legije Macedonicae, šest krat zveste in lojalne"
- Antoninijan, izdan v čast LEG VII CLA VI P VI F, "VII. legije Claudiae, šest krat zveste in lojalne"

### Vojaške reforme
Galien je bil prvi rimski cesar, ki je v rimski vojski dajal prednost  konjeniškim enotam, comitatenses, ki jih je lahko v kratkem času odposlal kamor koli v cesarstvu. Ta reforma je nedvomno ustvarila precedens za prihodnja cesarja Dioklecijana in Konstantina I. Biograf Avrelij Viktor poroča, da je Galien prepovedal senatorjem, da bi postali vojaški poveljniki. Ta politika je spodkopala senatorsko moč, saj so bolj kot oni postali pomembni bolj zanesljivi in izkušeni konjeniški poveljniki. Southern meni, da te reforme in upad senatorskega vpliva niso samo pomagali Avrelijanu, da je rešil cesarstvo, ampak so iz Galiena naredile tudi enega izmed cesarjev, ki je bil skupaj s Septimijem Severom, Dioklecijanom in Konstantinom I.  najbolj odgovoren za nastanek Dominata.

### Tolerančni edikt
Valerijanovo ujetje leta 259 je Galiena prisililo, da je objavil prvo uradno tolerančno deklaracijo, povezano s krščansko vero.  Obnovil je krščanska svetišča in pokoplišča in s tem priznal lastništvo krščanske cerkve. Njegova deklaracija še ni spremenila krščanstva v uradno državno vero.

## Družinsko drevo rodbine Licinia
|                                           |                                           |                                           |                                           |                                           |                                           |  |  | Aul Egnacij Priscilijan filozof |                      |                      |                      |                      |                      |  |  |                                                        |                                                        |                                                        |                                                        |                                                        |                                                        |  |  |                                         |                                         |                                         |                                         |                                         |                                         |  |  |                                           |                                           |                                           |                                           |                                           |                                           |  |  |                            |                            |                            |                            |                            |                            |  |  |                                                         |                                                         |                                                         |                                                         |                                                         |                                                         |  |  |  |  |  |  |  |  |  |  |
|                                           |                                           |                                           |                                           |                                           |                                           |  |  |                                 |                      |                      |                      |                      |                      |  |  |                                                        |                                                        |                                                        |                                                        |                                                        |                                                        |  |  |                                         |                                         |                                         |                                         |                                         |                                         |  |  |                                           |                                           |                                           |                                           |                                           |                                           |  |  |                            |                            |                            |                            |                            |                            |  |  |                                                         |                                                         |                                                         |                                                         |                                                         |                                                         |  |  |  |  |  |  |  |  |  |  |
|                                           |                                           |                                           |                                           |                                           |                                           |  |  |                                 |                      |                      |                      |                      |                      |  |  |                                                        |                                                        |                                                        |                                                        |                                                        |                                                        |  |  |                                         |                                         |                                         |                                         |                                         |                                         |  |  |                                           |                                           |                                           |                                           |                                           |                                           |  |  |                            |                            |                            |                            |                            |                            |  |  |                                                         |                                                         |                                                         |                                                         |                                                         |                                                         |  |  |  |  |  |  |  |  |  |  |
| Kvint Egnacij Prokul consul suffectus     | Kvint Egnacij Prokul consul suffectus     | Kvint Egnacij Prokul consul suffectus     | Kvint Egnacij Prokul consul suffectus     | Kvint Egnacij Prokul consul suffectus     | Kvint Egnacij Prokul consul suffectus     |  |  | Lucij Egnacij Viktor            | Lucij Egnacij Viktor | Lucij Egnacij Viktor | Lucij Egnacij Viktor | Lucij Egnacij Viktor | Lucij Egnacij Viktor |  |  |                                                        |                                                        |                                                        |                                                        |                                                        |                                                        |  |  |                                         |                                         |                                         |                                         |                                         |                                         |  |  |                                           |                                           |                                           |                                           |                                           |                                           |  |  |                            |                            |                            |                            |                            |                            |  |  |                                                         |                                                         |                                                         |                                                         |                                                         |                                                         |  |  |  |  |  |  |  |  |  |  |
| Kvint Egnacij Prokul consul suffectus     | Kvint Egnacij Prokul consul suffectus     | Kvint Egnacij Prokul consul suffectus     | Kvint Egnacij Prokul consul suffectus     | Kvint Egnacij Prokul consul suffectus     | Kvint Egnacij Prokul consul suffectus     |  |  | Lucij Egnacij Viktor            | Lucij Egnacij Viktor | Lucij Egnacij Viktor | Lucij Egnacij Viktor | Lucij Egnacij Viktor | Lucij Egnacij Viktor |  |  |                                                        |                                                        |                                                        |                                                        |                                                        |                                                        |  |  |                                         |                                         |                                         |                                         |                                         |                                         |  |  |                                           |                                           |                                           |                                           |                                           |                                           |  |  |                            |                            |                            |                            |                            |                            |  |  |                                                         |                                                         |                                                         |                                                         |                                                         |                                                         |  |  |  |  |  |  |  |  |  |  |
|                                           |                                           |                                           |                                           |                                           |                                           |  |  |                                 |                      |                      |                      |                      |                      |  |  |                                                        |                                                        |                                                        |                                                        |                                                        |                                                        |  |  |                                         |                                         |                                         |                                         |                                         |                                         |  |  |                                           |                                           |                                           |                                           |                                           |                                           |  |  |                            |                            |                            |                            |                            |                            |  |  |                                                         |                                                         |                                                         |                                                         |                                                         |                                                         |  |  |  |  |  |  |  |  |  |  |
| Egnacij Viktor Marinijan consul suffectus | Egnacij Viktor Marinijan consul suffectus | Egnacij Viktor Marinijan consul suffectus | Egnacij Viktor Marinijan consul suffectus | Egnacij Viktor Marinijan consul suffectus | Egnacij Viktor Marinijan consul suffectus |  |  | 1. Marinijana                   | 1. Marinijana        | 1. Marinijana        | 1. Marinijana        | 1. Marinijana        | 1. Marinijana        |  |  | Valerijan rimski cesar (253-260)                       | Valerijan rimski cesar (253-260)                       | Valerijan rimski cesar (253-260)                       | Valerijan rimski cesar (253-260)                       | Valerijan rimski cesar (253-260)                       | Valerijan rimski cesar (253-260)                       |  |  | 2. Kornelija Galonija                   | 2. Kornelija Galonija                   | 2. Kornelija Galonija                   | 2. Kornelija Galonija                   | 2. Kornelija Galonija                   | 2. Kornelija Galonija                   |  |  |                                           |                                           |                                           |                                           |                                           |                                           |  |  |                            |                            |                            |                            |                            |                            |  |  |                                                         |                                                         |                                                         |                                                         |                                                         |                                                         |  |  |  |  |  |  |  |  |  |  |
| Egnacij Viktor Marinijan consul suffectus | Egnacij Viktor Marinijan consul suffectus | Egnacij Viktor Marinijan consul suffectus | Egnacij Viktor Marinijan consul suffectus | Egnacij Viktor Marinijan consul suffectus | Egnacij Viktor Marinijan consul suffectus |  |  | 1. Marinijana                   | 1. Marinijana        | 1. Marinijana        | 1. Marinijana        | 1. Marinijana        | 1. Marinijana        |  |  | Valerijan rimski cesar (253-260)                       | Valerijan rimski cesar (253-260)                       | Valerijan rimski cesar (253-260)                       | Valerijan rimski cesar (253-260)                       | Valerijan rimski cesar (253-260)                       | Valerijan rimski cesar (253-260)                       |  |  | 2. Kornelija Galonija                   | 2. Kornelija Galonija                   | 2. Kornelija Galonija                   | 2. Kornelija Galonija                   | 2. Kornelija Galonija                   | 2. Kornelija Galonija                   |  |  |                                           |                                           |                                           |                                           |                                           |                                           |  |  |                            |                            |                            |                            |                            |                            |  |  |                                                         |                                                         |                                                         |                                                         |                                                         |                                                         |  |  |  |  |  |  |  |  |  |  |
|                                           |                                           |                                           |                                           |                                           |                                           |  |  |                                 |                      |                      |                      |                      |                      |  |  |                                                        |                                                        |                                                        |                                                        |                                                        |                                                        |  |  |                                         |                                         |                                         |                                         |                                         |                                         |  |  |                                           |                                           |                                           |                                           |                                           |                                           |  |  |                            |                            |                            |                            |                            |                            |  |  |                                                         |                                                         |                                                         |                                                         |                                                         |                                                         |  |  |  |  |  |  |  |  |  |  |
|                                           |                                           |                                           |                                           |                                           |                                           |  |  |                                 |                      |                      |                      |                      |                      |  |  |                                                        |                                                        |                                                        |                                                        |                                                        |                                                        |  |  |                                         |                                         |                                         |                                         |                                         |                                         |  |  |                                           |                                           |                                           |                                           |                                           |                                           |  |  |                            |                            |                            |                            |                            |                            |  |  |                                                         |                                                         |                                                         |                                                         |                                                         |                                                         |  |  |  |  |  |  |  |  |  |  |
| predhodnik Emilijan rimski cesar (253)    | predhodnik Emilijan rimski cesar (253)    | predhodnik Emilijan rimski cesar (253)    | predhodnik Emilijan rimski cesar (253)    | predhodnik Emilijan rimski cesar (253)    | predhodnik Emilijan rimski cesar (253)    |  |  |                                 |                      |                      |                      |                      |                      |  |  | (1) Galien rimski cesar (253-268) ∞ Kornelija Salonina | (1) Galien rimski cesar (253-268) ∞ Kornelija Salonina | (1) Galien rimski cesar (253-268) ∞ Kornelija Salonina | (1) Galien rimski cesar (253-268) ∞ Kornelija Salonina | (1) Galien rimski cesar (253-268) ∞ Kornelija Salonina | (1) Galien rimski cesar (253-268) ∞ Kornelija Salonina |  |  | (2) Valerijan Minor consul suffectus    | (2) Valerijan Minor consul suffectus    | (2) Valerijan Minor consul suffectus    | (2) Valerijan Minor consul suffectus    | (2) Valerijan Minor consul suffectus    | (2) Valerijan Minor consul suffectus    |  |  | Klavdij II. Gotski rimski cesar (268-270) | Klavdij II. Gotski rimski cesar (268-270) | Klavdij II. Gotski rimski cesar (268-270) | Klavdij II. Gotski rimski cesar (268-270) | Klavdij II. Gotski rimski cesar (268-270) | Klavdij II. Gotski rimski cesar (268-270) |  |  | Kvintil rimski cesar (270) | Kvintil rimski cesar (270) | Kvintil rimski cesar (270) | Kvintil rimski cesar (270) | Kvintil rimski cesar (270) | Kvintil rimski cesar (270) |  |  | next Avrelijan rimski cesar (270-275) ∞ Ulpija Severina | next Avrelijan rimski cesar (270-275) ∞ Ulpija Severina | next Avrelijan rimski cesar (270-275) ∞ Ulpija Severina | next Avrelijan rimski cesar (270-275) ∞ Ulpija Severina | next Avrelijan rimski cesar (270-275) ∞ Ulpija Severina | next Avrelijan rimski cesar (270-275) ∞ Ulpija Severina |  |  |  |  |  |  |  |  |  |  |
| predhodnik Emilijan rimski cesar (253)    | predhodnik Emilijan rimski cesar (253)    | predhodnik Emilijan rimski cesar (253)    | predhodnik Emilijan rimski cesar (253)    | predhodnik Emilijan rimski cesar (253)    | predhodnik Emilijan rimski cesar (253)    |  |  |                                 |                      |                      |                      |                      |                      |  |  | (1) Galien rimski cesar (253-268) ∞ Kornelija Salonina | (1) Galien rimski cesar (253-268) ∞ Kornelija Salonina | (1) Galien rimski cesar (253-268) ∞ Kornelija Salonina | (1) Galien rimski cesar (253-268) ∞ Kornelija Salonina | (1) Galien rimski cesar (253-268) ∞ Kornelija Salonina | (1) Galien rimski cesar (253-268) ∞ Kornelija Salonina |  |  | (2) Valerijan Minor consul suffectus    | (2) Valerijan Minor consul suffectus    | (2) Valerijan Minor consul suffectus    | (2) Valerijan Minor consul suffectus    | (2) Valerijan Minor consul suffectus    | (2) Valerijan Minor consul suffectus    |  |  | Klavdij II. Gotski rimski cesar (268-270) | Klavdij II. Gotski rimski cesar (268-270) | Klavdij II. Gotski rimski cesar (268-270) | Klavdij II. Gotski rimski cesar (268-270) | Klavdij II. Gotski rimski cesar (268-270) | Klavdij II. Gotski rimski cesar (268-270) |  |  | Kvintil rimski cesar (270) | Kvintil rimski cesar (270) | Kvintil rimski cesar (270) | Kvintil rimski cesar (270) | Kvintil rimski cesar (270) | Kvintil rimski cesar (270) |  |  | next Avrelijan rimski cesar (270-275) ∞ Ulpija Severina | next Avrelijan rimski cesar (270-275) ∞ Ulpija Severina | next Avrelijan rimski cesar (270-275) ∞ Ulpija Severina | next Avrelijan rimski cesar (270-275) ∞ Ulpija Severina | next Avrelijan rimski cesar (270-275) ∞ Ulpija Severina | next Avrelijan rimski cesar (270-275) ∞ Ulpija Severina |  |  |  |  |  |  |  |  |  |  |
|                                           |                                           |                                           |                                           |                                           |                                           |  |  |                                 |                      |                      |                      |                      |                      |  |  |                                                        |                                                        |                                                        |                                                        |                                                        |                                                        |  |  |                                         |                                         |                                         |                                         |                                         |                                         |  |  |                                           |                                           |                                           |                                           |                                           |                                           |  |  |                            |                            |                            |                            |                            |                            |  |  |                                                         |                                                         |                                                         |                                                         |                                                         |                                                         |  |  |  |  |  |  |  |  |  |  |
|                                           |                                           |                                           |                                           |                                           |                                           |  |  | Valerijan II. caesar            | Valerijan II. caesar | Valerijan II. caesar | Valerijan II. caesar | Valerijan II. caesar | Valerijan II. caesar |  |  | Salonin socesar                                        | Salonin socesar                                        | Salonin socesar                                        | Salonin socesar                                        | Salonin socesar                                        | Salonin socesar                                        |  |  | Publij Licinij Egnacij Marinijan konzul | Publij Licinij Egnacij Marinijan konzul | Publij Licinij Egnacij Marinijan konzul | Publij Licinij Egnacij Marinijan konzul | Publij Licinij Egnacij Marinijan konzul | Publij Licinij Egnacij Marinijan konzul |  |  |                                           |                                           |                                           |                                           |                                           |                                           |  |  |                            |                            |                            |                            |                            |                            |  |  |                                                         |                                                         |                                                         |                                                         |                                                         |                                                         |  |  |  |  |  |  |  |  |  |  |

### Primarni viri
- Aurelius Victor, Epitome de Caesaribus
- Evtropij, Breviarium ab urbe condita
- Historia Augusta, The Two Gallieni
- Joannes Zonaras, Epitome Historiarum, extract: Zonaras: Alexander Severus to Diocletian: 222–284
- Zosim, Historia Nova

### Sekundarni viri
- Lukas de Blois. The policy of the emperor Gallienus, Brill, Leiden, 1976, ISBN 90-04-04508-2.
- Bray, John. Gallienus : A Study in Reformist and Sexual Politics, Wakefield Press, Kent Town, 1997, ISBN 1-86254-337-2.
- Drinkwater, John F. The Gallic Empire. Separatism and Continuity in the North-Western Provinces of the Roman Empire A.D. 260–274. Franz Steiner Verlag, Wiesbaden, 1987. ISBN 3-515-04806-5.
- Isbouts, Jean-Pierre. "The Biblical World: An Illustrated Atlas" copyright 2007 National Geographic Society.  ISBN 978-1-4262-0138-7.
- Lissner, Ivar. "Power and Folly; The Story of the Caesars".  Jonathan Cape Ltd., London, 1958.
- Peachin, Michael (1990). Roman Imperial Titulature and Chronology, A.D. 235–284. Amsterdam: Gieben. ISBN 90-5063-034-0..
- Potter, David S. The Roman Empire at Bay AD 180–395, Routledge, Oxon, 2004. ISBN 0-415-10058-5.
- Southern, Pat. The Roman Empire from Severus to Constantine, Routledge, London and New York, 2001.
- Syme, Ronald. Ammianus and the Historia Augusta, The Clarendon Press, Oxford, 1968.
- Syme, Ronald. Historia Augusta Papers, The Clarendon Press, Oxford, 1983. ISBN 0-19-814853-4.
- Watson, Alaric. Aurelian and the Third Century, Routledge, Oxon, 1999. ISBN 0-415-30187-4.

| Vladarski nazivi                                    | Vladarski nazivi                                                                             | Vladarski nazivi                                  |
| --------------------------------------------------- | -------------------------------------------------------------------------------------------- | ------------------------------------------------- |
| Predhodnik: Valerijan                               | Rimski cesar 253–268 Z: Valerijanom (253–260) in Saloninom (260)                             | Naslednik: Klavdij II. Gotski                     |
| Politične funkcije                                  |                                                                                              |                                                   |
| Predhodnik: Voluzijan Lucij Valerij Poplikola       | Rimski konzul 254–255 z Valerijanom                                                          | Naslednik: Lucij Valerij Maksim M. Acilij Glabrio |
| Predhodnik: Lucij Valerij Maksim M. Acilij Glabrio  | Rimski konzul 257 z Valerijanom                                                              | Naslednik: Mark Numij Tusk Mumij Bas              |
| Predhodnik: Publij Kornelij Secular Gaj Junij Donat | Rimski konzul 261–262 z Lucijem Petronijem Tavrom Voluzijanom in Lucijem Mumijem Favstijanom | Naslednik: Mark Numij Albin Dekster               |
| Predhodnik: Mark Numij Albin Dekster                | Rimski konzul 264 z Saturninom                                                               | Naslednik: Publij Licinij Valerijan Egnacij Lucil |
| Predhodnik: Publij Licinij Valerijan Egnacij Lucil  | Rimski konzul 266 z Sabinilom                                                                | Naslednik: Ovinij Patern Arcesilaj                |